# رقص بریک در المپیک تابستانی ۲۰۲۴
رقص بریک یکی از ورزش‌های المپیک تابستانی ۲۰۲۴ است که از ۹ تا ۱۰ اوت برگزار شده است.
این مسابقات در دو بخش مردان و زنان انجام شده.

## تقویم
| Q | مرحله مقدماتی | F | فینال |

| رویداد ↓ / تاریخ → | Fri 9 | Fri 9 | Sat 10 | Sat 10 |
| ------------------ | ----- | ----- | ------ | ------ |
| مردان              |       |       | Q      | F      |
| زنان               | Q     | F     |        |        |

## نتایج

### جدول مدال‌ها
*   کشور میزبان (فرانسه)
| رتبه          | NOC                 | طلا | نقره | برنز | مجموع |
| ------------- | ------------------- | --- | ---- | ---- | ----- |
| ۱             | ژاپن                | ۱   | ۰    | ۰    | ۱     |
| ۱             | کانادا              | ۱   | ۰    | ۰    | ۱     |
| ۳             | فرانسه*             | ۰   | ۱    | ۰    | ۱     |
| ۳             | لیتوانی             | ۰   | ۱    | ۰    | ۱     |
| ۵             | ایالات متحده آمریکا | ۰   | ۰    | ۱    | ۱     |
| ۵             | چین                 | ۰   | ۰    | ۱    | ۱     |
| مجموع (۶ NOC) | مجموع (۶ NOC)       | ۲   | ۲    | ۲    | ۶     |

### مدال‌آوران
| رویداد | طلا                              | نقره                              | برنز                                           |
| مردان  | فیلیپ کیم · Phil Wizard · کانادا | دنیس سیویل · Dany Dann · فرانسه   | ویکتور مونتالوو · Victor · ایالات متحده آمریکا |
| زنان   | آمی یوآسا · Ami · ژاپن           | دومینیکا بانویچ · Nicka · لیتوانی | لیو چینگ‌یی · ۶۷۱ · چین                         |